# 永克
永克（法語：Yoncq，法語發音：[jɔ̃k]）是法国阿登省的一个市镇，属于色当区。該地是第一次世界大戰期間邊境戰役的戰場。

## 地理
永克（49°33'59"N, 5°0'58"E）面积15.5 平方千米，位于法国大東部大區阿登省，该省份为法国北部内陆省份，西接埃纳省，南至马恩省，东临默兹省，北与比利时接壤。
与永克接壤的市镇（或旧市镇、城区）包括：欧特勒库尔和普龙、阿戈讷地区博蒙、拉伯萨斯、罗库尔和弗拉巴、穆宗。
永克的时区为UTC+01:00、UTC+02:00（夏令时）。

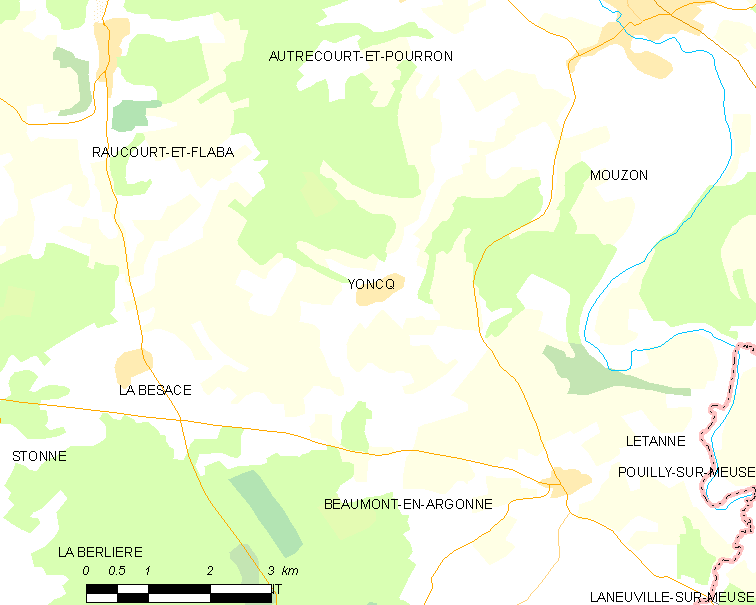
永克的OSM定位图

## 行政
永克的邮政编码为08210，INSEE市镇编码为08502。

## 政治
永克所属的省级选区为卡里尼昂县。

## 人口

1962-2008年间永克人口变化图示

永克于2022年1月1日时的人口数量为85人。